# Olga Fonda

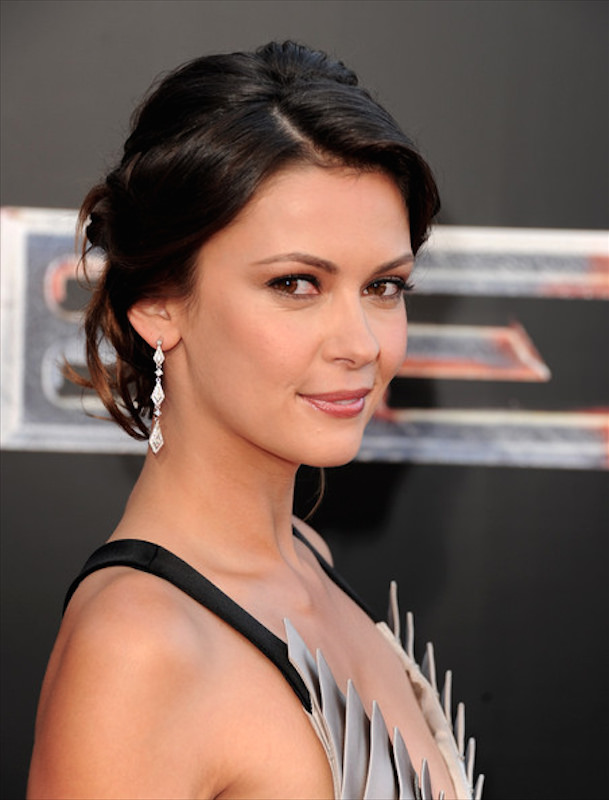
Olga Fonda, 2017

Olga Fonda, geboren als Olga Tschakowa (* 1. Oktober 1982 in Uchta, Sowjetunion) ist eine russische Schauspielerin und ein international tätiges Model. 

## Leben
Die aus Russland stammende Fonda kam im Alter von 14 Jahren in die Vereinigten Staaten und ließ sich im Bundesstaat Maine nieder. Nach Aufträgen als Model wurde sie ab 2006 auch als Schauspielerin verpflichtet und trat in mehreren US-amerikanischen Film- und Fernsehproduktionen auf. So war Fonda zumeist in kleineren Rollen einzelner Folgen verschiedener Fernsehserien zu sehen. 2013 und 2014 spielte Fonda in Vampire Diaries die Rolle der Nadia Petrova.
Olga Fonda war von 2000 bis 2005 mit Michael Fundaminski verheiratet.

## Filmografie (Auswahl)
- 2006: Nip/Tuck – Schönheit hat ihren Preis (Nip/Tuck, Fernsehserie, Folge 4x09 Liz Cruz)
- 2007: Ugly Betty (Fernsehserie, Folge 1x14 Großer Bruder, großer Auftritt)
- 2009: Entourage (Fernsehserie, Folge 6x12 Alle Wege führen nach Rom)
- 2009: How I Met Your Mother (Fernsehserie, Folge 5x03 Der Robin-Grundkurs)
- 2009: Love Hurts
- 2010: Meine Frau, unsere Kinder und ich (Little Fockers)
- 2011: Captain Fork (Kurzfilm)
- 2011: Crazy, Stupid, Love.
- 2011: Real Steel
- 2013: Nikita (Fernsehserie, Folge 3x14 The Life We’ve Chosen)
- 2013: The Breakdown (Fernsehfilm)
- 2013–2014: Vampire Diaries (The Vampire Diaries, Fernsehserie, 12 Folgen)
- 2014: Olvidados
- 2015: Agent X (Fernsehserie, 5 Folgen)
- 2016: Hawaii Five–0 (Fernsehserie, Folge 6x17 Waiwai)
- 2016: Kat Fight! (Fernsehfilm)
- 2017: The curse of the mayans (Xibalba)
- 2017: 9/11
- 2018: Altered Carbon – Das Unsterblichkeitsprogramm (Altered Carbon, Fernsehserie, Folge 1x01 Out of the Past)
- 2018: My Dead Ex (Fernsehserie, Folge 1x08 You're The Parasitic Flatworm I Want To Be With)
- 2019: The Detour (Fernsehserie, 2 Folgen)